# 17 de mayo
El 17 de mayo es el 137.º (centésimo trigésimo séptimo) día del año del calendario gregoriano y el 138º en los años bisiestos. Quedan 228 días para finalizar el año.

## Acontecimientos
- 822: en Córdoba (España), tras la muerte de Al Hakam I, inicia su reinado Abderramán II, durante el cual los cordobeses adoptaron la moda de Bagdad, introducida por el músico de origen iraquí Ziryab.
- 1410: Martín I de Aragón revoca el nombramiento como lugarteniente general de Aragón y gobernador general de la Corona que había otorgado a su sobrino Jaime II de Urgel.
- 1519: en Venezuela se crea la diócesis de Paria con sede episcopal en la villa de Cumaná, siendo nombrado obispo Pedro Barbirio, amigo del filósofo Erasmo de Róterdam y familiar del papa Adriano VI.
- 1520: en España, Carlos I firma una cédula por la que reconoce a Diego Colón los títulos de almirante y virrey de las Indias (actual continente americano).
- 1642: en Canadá, Paul de Chomedey funda la aldea de Ville-Marie (actual Montreal).
- 1808: en Viena (Austria), Napoleón Bonaparte decreta la anexión de los estados romanos al Imperio francés.
- 1814: en Noruega Cristián VIII de Dinamarca es nombrado rey, y el país se autoproclama monarquía constitucional independiente, pero poco después tiene que aceptar una unión personal con Suecia. Fiesta nacional en Noruega.
- 1814: en el Río de la Plata, frente a Montevideo, la escuadra argentina al mando del almirante irlandés Guillermo Brown triunfó sobre la flota española en el combate de Montevideo, cerrando la Campaña Naval de 1814 y decidiendo así la rendición de esta ciudad. Por ello se conmemora el Día de la Armada Argentina.
- 1822: es fundado en Tunja-Boyacá-Colombia el Colegio de Boyacá por el general Francisco de Paula Santander.
- 1834: en España, Carlos María Isidro de Borbón, pretendiente carlista al trono, regresa de su exilio.
- 1841: Un terremoto de magnitud estimada de 9.0 sacude la península de Kamchatka provocando un tsunami.
- 1856: en España, la reina Isabel II crea la Orden de la Beneficencia, en forma de condecoración civil, para premiar a los individuos que, entre 1854 y 1855, cuidaron a los enfermos afectados por el cólera-morbo asiático.
- 1861: en Inglaterra se funda la Caja Postal de Ahorros, primera entidad de esa clase en el mundo.
- 1863: en Galicia se publica el poemario Cantares gallegos, escrito por Rosalía de Castro, libro clave de la literatura gallega.
- 1865: en París se firma el convenio que establece la Unión Internacional de Telegrafía, antecedente de la actual Unión Internacional de Telecomunicaciones.
- 1900: en Mafeking, durante la segunda guerra de los bóeres, acaba el asedio de la ciudad, defendida por el coronel Robert Baden-Powell.
- 1902: en España, Alfonso XIII alcanza la mayoría de edad, jura la Constitución e inicia su reinado, lo que supone el fin de la regencia de su madre; se otorga un indulto general.
- 1903: Rusia refuerza sus guarniciones en Port Arthur y Niuchuang.
- 1904: en París se estrena la obra Las melodías de Shéhérazade, de Maurice Ravel.
- 1907: en el Imperio ruso, la Duma aborda la situación de la enseñanza, a todas luces insuficiente debido a la falta de escuelas.
- 1912: en Bionassay, a 2400 metros, se construye la vía férrea más elevada de los Alpes.
- 1912: en El Salvador, por decreto legislativo, se adoptan legalmente como símbolos patrios el escudo y la bandera.
- 1922: en Brooklands, K. Kee Guiness consigue el récord de velocidad, con un tiempo de 215,244 km/h.
- 1925: en toda España se levanta el estado de guerra mediante un decreto.
- 1925: en Roma, el papa Pío XI canoniza a la carmelita francesa Teresa de Lisieux.
- 1926: en Alemania, el socialdemócrata Wilhelm Marx es elegido canciller del Reich (‘Imperio’).
- 1928: se inaugura el servicio telefónico entre España y Portugal.
- 1929: en Barcelona, en el transcurso del congreso de la FIFA se estudia el proyecto de realizar un campeonato mundial.
- 1933: en Noruega, Vidkun Quisling y Johan Bernhard Hjort forman el Nasjonal Samling (el Partido Nacional-Socialista).
- 1933: en Madrid se aprueba la ley de confesiones y congregaciones religiosas.
- 1935: en España, la República nombra al general Francisco Franco jefe de Estado Mayor. Al año siguiente lideraría el golpe de Estado que dio inicio a la guerra civil española.
- 1936: el coronel boliviano David Toro forma un gobierno militar que sustituye al presidido por Tejada Sorzano.
- 1936: en la ciudad de Guatemala se funda el CSD Municipal.
- 1937: en España, el capitán de aviación Joaquín García Morato obtiene la cruz laureada de San Fernando.
- 1937: en Valencia (España) ―en el marco de la guerra civil― Juan Negrín se proclama nuevo jefe de Gobierno de la República.
- 1940: en Bruselas (Bélgica) ―en el transcurso de la Segunda Guerra Mundial― entran las tropas nazis alemanas.
- 1942: Las fuerzas alemanas llevan a cabo una contraofensiva en Járkov.
- 1943: la RAF británica bombardea las represas alemanas del río Ruhr.
- 1943: en Barcelona (España) se estrena la película Correo de Indias, dirigida por Edgar Neville.
- 1943: en Chung-king (China) las tropas chinas se rinden ante los japoneses.
- 1946: en Rumanía, el exdictador Ion Antonescu es condenado a muerte.
- 1946: en los Estados Unidos, Herbert Hoover invita a la población de ese país a que ayude a los 800 millones de personas amenazadas de hambre en el mundo debido ―entre varios otros factores― a la acción de las empresas multinacionales estadounidenses.
- 1946: en Cuba, es asesinado el dirigente campesino Niceto Pérez; por ese aniversario en 1959 va a promulgarse la Ley de Reforma Agraria, en 1961 a fundarse la ANAP y en 1989 a crearse la condecoración Orden 17 de Mayo.
- 1946: Resolución 6 del Consejo de Seguridad de las Naciones Unidas es adoptada.
- 1948: el Partido Comunista soviético acusa de traición al mariscal Tito, por haberse negado a aceptar el arbitraje de la Kominform soviética para dirimir las diferencias entre Yugoslavia y la Unión Soviética.
- 1952: en República Dominicana, Héctor Trujillo es elegido presidente.
- 1953: en los Estados Unidos, el campeón mundial de boxeo, Rocky Marciano, derrota por nocaut en el primer asalto a Joe Walcott.
- 1954: en los Estados Unidos, la Corte Suprema decreta que no en la Constitución de ese país no hay motivos para la segregación racial en las escuelas.
- 1958: en España, Francisco Franco promulga ante las Cortes la Ley de Principios del Movimiento Nacional, una de las siete Leyes Fundamentales de la dictadura franquista.
- 1958: en Grecia, Constantino Karamanlis vuelve a asumir el poder.
- 1959: en Cuba el gobierno revolucionario firma la Ley de Reforma agraria.
- 1961: en Cuba se crea la Asociación Nacional de Agricultores Pequeños (ANAP).
- 1961: en Argentina se festeja el día de la Armada Argentina
- 1961: en Argentina se crea la revista Gaceta Marinera, publicación oficial de la Armada Argentina
- 1964: en París (Francia) se publica Lo crudo y lo cocido, del antropólogo Claude Lévi-Strauss.
- 1965: en Bolivia, la junta militar declara el estado de sitio tras los disturbios causados por el exilio de Juan Lechín Oquendo, líder de los mineros del estaño.
- 1970: en los Estados Unidos, por primera vez en la historia de las fuerzas armadas de ese país, dos mujeres son promovidas al rango de general.
- 1972: en los Estados Unidos, el constructor aeronáutico Marvin D. Taylor, de la empresa Boeing, presenta el proyecto de un «puente aéreo» servido por grandes aviones para el transporte de gas natural licuado.
- 1973: en Nueva York (Estados Unidos), la OMS (Organización Mundial de la Salud) excluye a la homosexualidad de la Clasificación Estadística Internacional de Enfermedades y otros Problemas de Salud.
- 1973: en el Senado de los Estados Unidos, en Washington DC, comienza el proceso Watergate, que echará de la presidencia a Richard Nixon.
- 1978: en Noville (Suiza) se encuentra el ataúd del actor británico Charlie Chaplin.
- 1980: en Miami (Estados Unidos), la absolución de cuatro policías blancos que en 1979 habían matado a golpes a una persona de raza negra desencadena los más graves desórdenes raciales desde 1967.
- 1980: en Perú, después de 12 años de gobierno militar y mientras se realizaban las elecciones que elegirían al siguiente presidente del país, el grupo terrorista Sendero Luminoso inicia la lucha armada realizando un atentado en el local electoral del pueblo ayacuchano de Chuschi.
- 1982: en Alba de Tormes (España), el autodenominado «papa Clemente» y ocho de sus obispos huyen de ser linchados por fanáticos católicos en una ceremonia religiosa en honor de santa Teresa de Lisieux.
- 1983: Israel y Líbano firman un tratado de paz que es condenado por Siria, la OLP y la Unión Soviética.
- 1984: en España se descubre un faltante de 40 000 millones de pesetas en el fondo de pensiones de los empleados de la empresa Telefónica.
- 1986: en Madrid (España), el embajador libio Ahmed Mohamed Nakaa, es acusado de dirigir el grupo terrorista La Llamada de Jesucristo.
- 1987: en el golfo Pérsico un avión iraquí ataca por error a la fragata estadounidense Stark..
- 1990: la Asamblea General de la Organización Mundial de la Salud (OMS) elimina la homosexualidad de su lista de enfermedades psiquiátricas.
- 1991: la Red Chilena de Televisión inicia sus primeras transmisiones.
- 1991: la mexicana Lupita Jones ganó el Miss Universo.
- 1992: en la Ciudad del Vaticano, el papa Juan Pablo II beatifica en tiempo récord a Josemaría Escrivá de Balaguer, fundador del Opus Dei.
- 1992: en Montevideo son detenidos varios miembros de la banda terrorista ETA que habían huido de España, y se habían convertido en dueños de un restaurante.
- 1993: los ministros de Cultura de la Unión Europea declaran patrimonio cultural europeo al Camino de Santiago.
- 1994: en Malaui se realizan las primeras elecciones democráticas.
- 1994: La agrupación juvenil  mexicana Kairos publica el sencillo " Hablame de tí", versión nueva de la agrupación española " Los Pecos" en su álbum debut " Signo del tiempo".
- 1996: la venezolana Alicia Machado ganó el Miss Universo.
- 1997: en Zaire, Laurent Kabila se autoproclama jefe de Estado y rebautiza al país como República Democrática del Congo.
- 1997: Gerry Adams, líder del Sinn Féin (brazo político del IRA) acepta la oferta del primer ministro británico, Tony Blair, de establecer un diálogo bilateral para alcanzar la paz en Irlanda del Norte.
- 1998: los líderes de las siete potencias más industrializadas del mundo, el denominado G-7, acuerdan conceder más poderes al Fondo Monetario Internacional (FMI).
- 1998: en los Estados Unidos Larry Bird, entrenador de los Indiana Pacers, es elegido como Entrenador del Año de la NBA.
- 1999: en Israel, el candidato de la izquierda, Ehud Barak, se convierte en el nuevo primer ministro después de obtener el masivo apoyo de los electores.
- 2000: En Estados Unidos, se transmite el último capítulo de la exitosa serie juvenil Beverly Hills 90210, que tuvo 10 temporadas.
- 2002: Se publica Stop Crying Your Heart Out como segundo sencillo del quinto álbum de la banda Oasis.
- 2003: en Kirkuk (Irak) mueren 13 personas en un enfrentamiento étnico entre kurdos y árabes.
- 2003: en Francia mueren en un accidente de autobús 29 turistas alemanes que se dirigían a España.
- 2003: tras un control efectuado el 29 de marzo ―después del mundial de cross corto― se revela que el atleta español Alberto García, campeón de Europa de los 5000 m, da positivo por EPO (eritropoyetina).
- 2004: en España, las asociaciones de periodistas crean un Consejo Deontológico.
- 2005: el Congreso español aprueba, con el único voto en contra del Partido Popular, la resolución promovida por el grupo socialista PSOE que autoriza al Gobierno a entablar conversaciones con ETA en el supuesto de que la banda abandone definitivamente las armas.
- 2005: en Bolivia, el Parlamento promulga la polémica Ley de Hidrocarburos.
- 2005: en Los Ángeles (California) el demócrata Antonio Villaraigosa, hijo de inmigrantes mexicanos, se convierte en el primer alcalde hispano de esa ciudad.
- 2006: en el Stade de France de París (Francia), el Fútbol Club Barcelona gana su segunda Liga de Campeones de la UEFA ante el Arsenal Football Club
- 2006: un bus de la empresa chilena Tur-Bus vuelca de madrugada sobre el puente que cruza el río Tinguiririca y cae en el lecho de este. Es el mayor accidente carretero de los últimos 15 años, dejando un saldo de 25 pasajeros fallecidos y 26 heridos.
- 2007: en Tandil (Argentina) se inaugura la réplica de la Piedra movediza.
- 2007: en Nueva York (Estados Unidos), la Asamblea General de Naciones Unidas proclama el 2008 Año Internacional de los Idiomas para fomentar el multilingüismo, la unidad y la comprensión internacional.
- 2009: Lanzamiento oficial del videojuego Minecraft.
- 2015: Twenty One Pilots lanza su cuarto álbum de estudio, Blurryface.
- 2019: Tyler, the Creator lanza su aclamado álbum musical IGOR.
- 2022: Inauguración Línea 10 de Metro Valencia
- 2023: En Ecuador por primera vez en su historia y desde que la ley del Art. 148 llamada la "Muerte Cruzada" fuese aprobada por la constitución en 2008, el presidente Guillermo Lasso decide decretarla, siendo disuelta la Asamblea Nacional, resultando cerrada y puesta bajo resguardo policial y militar impidiendo el ingreso de los funcionarios. Finalizando así el Cuarto período legislativo de la Asamblea Nacional del Ecuador, y convocándose a nuevas elecciones el 20 de agosto de 2023 (elecciones express).
- 2023: En Nueva York la casa de subastas Sotheby's vende el Codex Sassoon por un valor de U$38,1 millones de dólares convirtiéndolo en el cuarto manuscrito más caro jamás vendido.[1][2][3][4]

## Nacimientos
- 1500: Federico II Gonzaga, aristócrata italiano (f. 1540).
- 1628: Fernando Carlos de Habsburgo-Médicis, aristócrata austriaco (f. 1662).
- 1643: Juan de Sevilla Romero, pintor español (f. 1695).
- 1682: Bartholomew Roberts, pirata británico (f. 1722).
- 1749: Edward Jenner, médico británico (f. 1823).
- 1768: Carolina de Brunswick-Wolfenbüttel, reina consorte británica (f. 1821).
- 1769: Gabriel Císcar, matemático, marino y político español (f. 1829).
- 1794: Anna Jameson, escritora británica (f. 1860).
- 1806: Pascual Madoz, intelectual, político y escritor español (f. 1870).
- 1812: Ignacy Gurowski, aristócrata polaco (f. 1887).
- 1821: Sebastian Kneipp, sacerdote y médico alemán (f. 1897).
- 1833: Manuel Murguía, historiador y escritor español (f. 1923).
- 1836: Wilhelm Steinitz, ajedrecista checo (f. 1900).

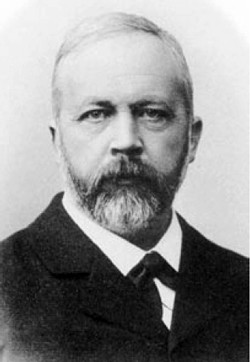
Julius Wellhausen.

- 1844: Julius Wellhausen, teólogo protestante alemán (f. 1918).
- 1845: Jacinto Verdaguer, poeta español en lengua catalana (f. 1902).
- 1845: Pedro Lira, pintor chileno (f. 1912).
- 1860: Agustín Querol, escultor español (f. 1909).
- 1864: Melquíades Álvarez, jurista y político español (f. 1936).
- 1866: Erik Satié, músico francés (f. 1925).
- 1873: Henrí Barbusse, novelista francés (f. 1935).
- 1873: Dorothy Richardson, novelista británica (f. 1957).
- 1874: Bertha Kalich, actriz alemana (f. 1939).
- 1875: José Maruenda Sentana, maestro y político español (f. 1945).
- 1878: Benigno Ferrer, pedagogo y político español (f. 1962).
- 1886: Alfonso XIII, rey español (f. 1941).
- 1889: John A. Mackay, teólogo y misionero protestante escocés (f. 1983).
- 1889: Alfonso Reyes, escritor mexicano (f. 1959).
- 1897: Odd Hassel, físico y químico noruego, premio nobel de química en 1969 (f. 1981).
- 1898: Lama Anagarika Govinda (Ernst Hoffman), escritor budista alemán (f. 1985).
- 1899: Carmen de Icaza, periodista y escritora española (f. 1979).
- 1900: Ruhollah Jomeini, dirigente político iraní (f. 1989).
- 1902: Khuang Abhaiwongse, político tailandés (f. 1968).
- 1904: Jean Gabín, actor francés (f. 1976).
- 1905: Miguel M. Delgado, director de cine mexicano  (f. 1994).
- 1910: Enriqueta Harris, historiadora del arte y escritora británica (f. 2006).
- 1911: Alfredo Mayo, actor español (f. 1985).
- 1911: Maureen O'Sullivan, actriz irlandesa (f. 1998).
- 1911: Antonio Tovar, lingüista español (f. 1985).
- 1918: Birgit Nilsson, soprano sueca (f. 2005).
- 1918: Trini de Figueroa, escritora española (f. 1972).
- 1919: Antonio Aguilar, cantante, productor, actor, y director mexicano (f. 2007).
- 1920: Aquiles Nazoa, escritor, poeta, periodista y humorista venezolano (f. 1976).
- 1922: Pascual García Berbin músico venezolano (f.2010)
- 1924: Othón Salazar, político mexicano (f. 2008).
- 1925: Michel de Certeau, historiador y filósofo francés (f. 1986).
- 1926: Antonio Fernández-Galiano, político español (f. 1999).
- 1926: María Duval, actriz argentina (f. 2022).
- 1926: Demetrio Románovich Románov, príncipe, banquero, filántropo y autor ruso (f. 2016).
- 1928: Idi Amin, exdictador ugandés (f. 2003).
- 1929: Mélida Anaya Montes, política y guerrillera salvadoreña (f. 1983).
- 1929: Piet Wijn, historietista neerlandés (f. 2010).
- 1931: Dewey Redman, músico estadounidense de jazz (f. 2006).
- 1935: Rafael Canogar, pintor y escultor español.
- 1936: Dennis Hopper, actor y cineasta estadounidense (f. 2010).
- 1940: Alan Kay, científico de la computación estadounidense.
- 1940: Willy Quiroga, Cantautor de vox dei.
- 1941: José Ufarte, futbolista y entrenador español.
- 1941: Grace Zabriskie, actriz estadounidense.
- 1942: Ramón Sánchez-Ocaña, presentador de televisión español.
- 1945: Tony Roche, tenista australiano.
- 1946: Alfredo Hoyos Mazuera, fue un empresario colombiano, reconocido por haber sido el fundador de la cadena de restaurantes Frisby. (f. 2020).
- 1949: Bill Bruford, músico británico.
- 1949: Andrew Latimer, músico británico.
- 1950: Janez Drnovšek, político esloveno (f. 2008).
- 1952: Josep-Lluís Carod-Rovira, político español.
- 1953: Luca Prodan, músico argentino de origen italiano, de la banda Sumo (f. 1987).
- 1953: Vidal Francisco Soberón Sanz, marino mexicano.
- 1953: Yōko Shimada, actriz japonesa de cine y televisión (f. 2022).
- 1953: Kasim-Yomart Tokáev,  político y diplomático kazajo, presidente de Kazajistán desde 2019.

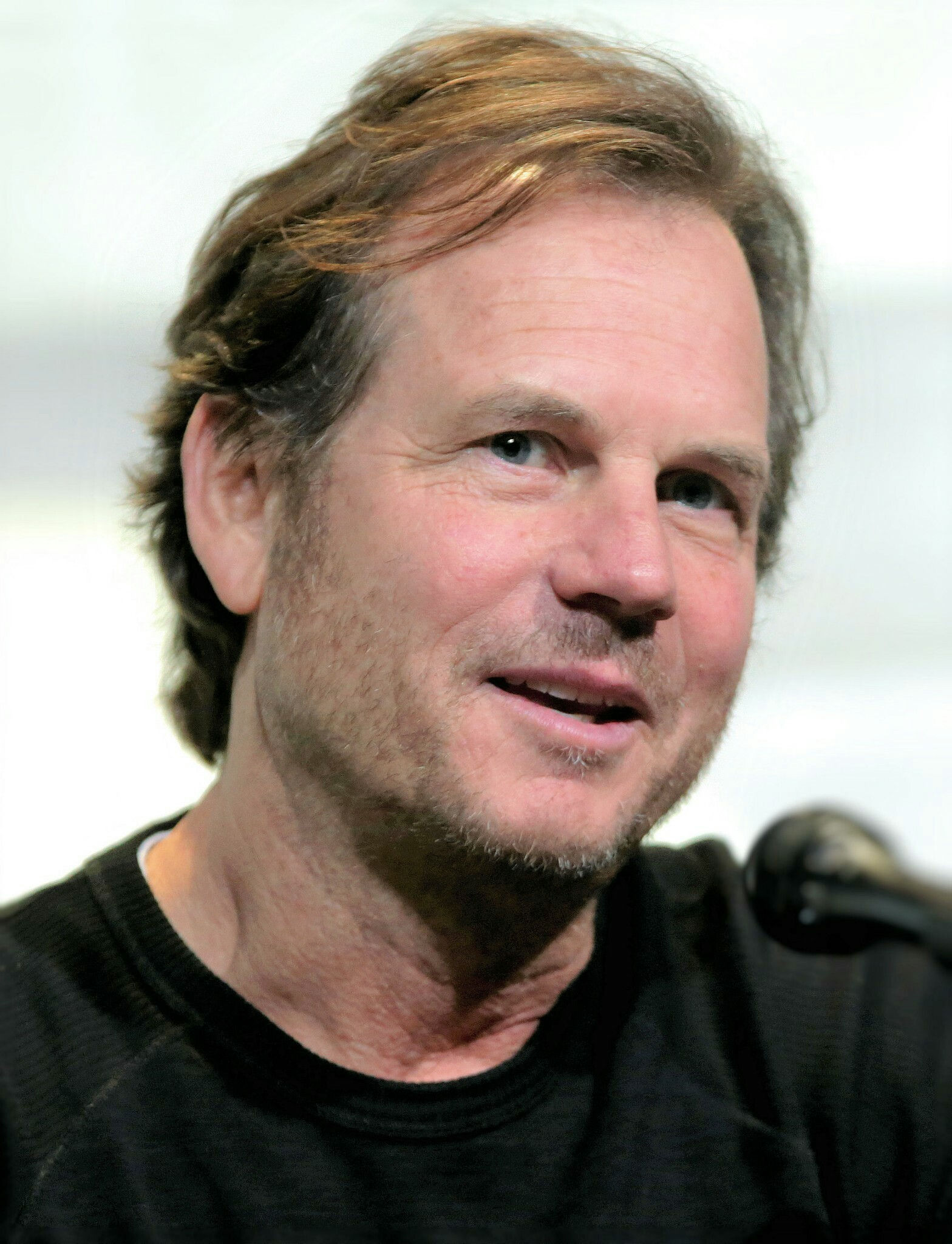
Bill Paxton.

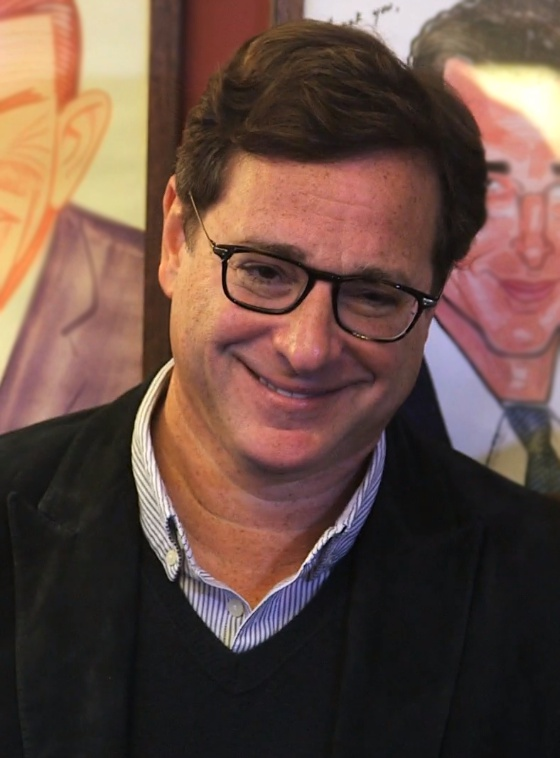
Bob Saget.

- 1955: Bill Paxton, actor y director de cine estadounidense (f. 2017).
- 1955: Francesco Nuti, cineasta, cantante y actor italiano (f. 2023).
- 1956: Bob Saget, actor y comediante estadounidense (f. 2022).
- 1956: Dave Sim, escritor de historietas canadiense.
- 1956: Richard Lachmann, sociólogo estadounidense (f. 2021).
- 1956: Sugar Ray Leonard, boxeador estadounidense.
- 1958: Paul Di'Anno, músico británico, primer cantante de la banda Iron Maiden (f. 2024).
- 1959: Marcelo Loffreda, rugbista y entrenador argentino.
- 1961: Enya, cantante irlandesa.
- 1961: Luis Majul, periodista argentino.
- 1962: Arturo Peniche, actor mexicano.
- 1962: Aglaja Veteranyi, actriz y escritora suiza de origen rumano (f. 2002).
- 1962: Ferenc Krausz, físico húngaro, Premio Nobel de Física 2023.
- 1965: Trent Reznor, músico estadounidense, de la banda Nine Inch Nails.
- 1968: María Teresa Angulo Romero, política española.
- 1969: Joan Llaneras, ciclista español.
- 1970: Jordan Knight, cantante estadounidense, de la banda New Kids on the Block.
- 1971: Máxima de los Países Bajos, reina consorte neerlandesa.
- 1972: Antoni Vadell Ferrer, obispo auxiliar de Barcelona (f. 2022).
- 1973: Sasha Alexander, actriz estadounidense.
- 1973: Josh Homme, guitarrista estadounidense.
- 1973: Matthew McGrory, actor estadounidense (f. 2005).
- 1974: Andrea Corr, cantante irlandesa.
- 1974: Eddie Lewis, futbolista estadounidense.
- 1974: Tamara Rojo, bailarina española.
- 1974: Damiano Tommasi, futbolista italiano.
- 1976: Mayte Martínez, atleta española.
- 1977: Pablo Prigioni, baloncestista argentino.
- 1977: Iker Galartza, actor y guionista español.
- 1978: Moreno Merenda, futbolista suizo.
- 1979: Wayne Thomas, futbolista británico.
- 1981: Shiri Maimon, cantante israelí.
- 1981: Giannis Taralidis, futbolista griego.
- 1982: Borja Oubiña, futbolista español.
- 1982: Tony Parker, baloncestista franco-estadounidense.
- 1982: Vjosa Osmani, jurista kosovar, Presidenta de Kosovo desde 2020.
- 1983: Channing Frye, baloncestista estadounidense.
- 1984: Christian Bolaños, futbolista costarricense.
- 1984: Passenger, cantante y compositor británico.
- 1985: Javi Chica, futbolista español.
- 1985: Teófilo Gutiérrez, futbolista colombiano.
- 1985: Sophie McShera, actriz británica.
- 1986: Jaime Preciado, bajista de la banda Pierce the Veil
- 1986: Jesús Alfredo Guzmán Salazar, narcotraficante mexicano.
- 1987: Edvald Boasson Hagen, ciclista noruego.
- 1987: Adrián Yllescas, sociólogo, antropólogo, doctorante de estudios latinoamericanos y profesor mexicano.
- 1988: Mónica Ojeda, escritora ecuatoriana.
- 1988: Nikki Reed, actriz estadounidense.
- 1988: Pável Nejáichik, futbolista bielorruso.
- 1988: Martin Olsson, futbolista sueco.
- 1988: Marcus Olsson, futbolista sueco.
- 1990: Darío Benedetto, futbolista argentino.
- 1991: Daniel Curtis Lee, actor y cantante estadounidense.
- 1991: Iñigo Martínez, futbolista español
- 1994: Elettra Lamborghini, cantante y personaje de televisión italiana.
- 1994: JiU, integrante de Dreamcatcher.
- 1995: Dor Peretz, futbolista israelí.
- 1996: Ryan Ochoa, actor estadounidense.
- 1997: Andrea Favilli, futbolista italiano.
- 1997: Alessio Castro-Montes, futbolista belga.
- 1997: Anamaria Govorčinović, deportista croata.
- 1997: Tommy Paul, tenista estadounidense.
- 1998: Patri Guijarro, futbolista española.
- 2000: Raoul Bellanova, futbolista italiano.
- 2000: Guillermo Rosas Alonso, futbolista español.

## Fallecimientos
- 1164: Eloísa, escritora francesa, esposa de Pedro Abelardo (n. 1101).
- 1336: Go-Fushimi, emperador japonés entre 1288 y 1301 (n. 1288).
- 1510: Sandro Botticelli, pintor italiano (n. 1445).
- 1536: George Bolena (n. 1504) y otros miembros de la corte de Enrique VIII, decapitados acusados de ser amantes de la reina Ana Bolena.
- 1546: Felipe de Utre, explorador y conquistador alemán (n. 1505).
- 1592: Pascual Baylón, religioso español y santo católico (n. 1540).
- 1626: Joan Pau Pujol, compositor y organista español (n. 1570).
- 1727: Catalina I, emperatriz rusa (n. 1684).
- 1729: Samuel Clarke, filósofo y teólogo inglés (n. 1675).
- 1765: Alexis Claude Clairaut, matemático y astrónomo francés (n. 1713).
- 1819: La Perricholi (Micaela Villegas), actriz peruana (n. 1748).
- 1822: Richelieu (Armand Emmanuel du Plessis), político y aristócrata francorruso (n. 1766).
- 1829: John Jay, político y jurista estadounidense (n. 1745).
- 1838: Charles Maurice de Talleyrand, político, sacerdote y diplomático francés (n. 1754).
- 1868: Kondō Isami, militar japonés (n. 1834).
- 1875: John C. Breckinridge, político y militar estadounidense (n. 1821).
- 1881: Surendra Bikram Shah, rey nepalí (n. 1829).
- 1886: John Deere, inventor estadounidense (n. 1804).
- 1888: Giacomo Zanella, poeta italiano (n. 1820).
- 1891: Jerónimo Usera, religioso español nacido en Cuba, fundador de las Hermanas del Amor de Dios (n. 1910).
- 1935: Paul Dukás, compositor francés (n. 1865).
- 1950: Eduardo Fabini, compositor uruguayo de música clásica (n. 1882).
- 1959: Jerry Unser, piloto estadounidense de automovilismo (n. 1932).
- 1962: Arseni Golovko, almirante soviético (n. 1906)
- 1972: José Asunción Flores: compositor paraguayo, creador de la guarania (n. 1904).
- 1975: Félix Hernández Giménez, arquitecto español (n. 1889).
- 1981: William Keith Chambers Guthrie, filólogo clásico británico (n. 1906).
- 1987: Gunnar Myrdal, economista sueco (n. 1898).
- 1989: Justino de Azcárate, político español (n. 1903).
- 1994: José Prat, abogado y político español (n. 1905).
- 1996: Johnny Guitar Watson, músico estadounidense (n. 1935).
- 2001: Frank G. Slaughter, escritor estadounidense (n. 1908).
- 2002: Ladislao Kubala, futbolista hispanohúngaro (n. 1927).
- 2004: Tony Randall, actor estadounidense (n. 1920).
- 2005: Frank Gorshin, actor estadounidense (n. 1933).
- 2007: C. Cameron Macauley, fotógrafo estadounidense (n. 1923).
- 2008: Imanol Murúa, político español (n. 1935).
- 2008: Zélia Gattai, escritora brasileña, viuda de Jorge Amado (n. 1916).
- 2009: Mario Benedetti, escritor uruguayo (n. 1920).
- 2010: Khattiya Sawasdiphol, militar tailandés (n. 1951).
- 2010: Walasse Ting, pintor y poeta estadounidense de origen chino (n. 1929).
- 2011: Harmon Killebrew, beisbolista estadounidense (n. 1936).
- 2011: Domènec Font, cineasta y ensayista francés (n. 1950).
- 2012: Donna Summer, cantante y compositora estadounidense (n. 1948).
- 2013: Jorge Rafael Videla, militar y dictador argentino (n. 1925).
- 2013: Joan Montanyès i Martínez, actor y payaso español (n. 1965).
- 2015: Óscar Collazos, fue un escritor, periodista, ensayista y crítico literario colombiano. (n. 1942).
- 2018: Darío Castrillón Hoyos, fue un arzobispo colombiano, nombrado cardenal en 1998. (n. 1929).
- 2018: Richard Pipes, historiador y escritor estadounidense (n. 1923).
- 2019: Herman Wouk, escritor y militar estadounidense (n. 1915).
- 2019: Neville Lederle, piloto sudafricano de automovilismo (n. 1938).
- 2019: Luz Kerz, actriz argentina de teatro y televisión (n. 1946).
- 2019: Juan Carlos Aragón Becerra, filósofo, profesor, poeta y autor de carnaval gaditano (n. 1967).
- 2020: Shad Gaspard, exluchador profesional de la WWE (n. 1981).
- 2020: Lucky Peterson, músico estadounidense de blues (n. 1964).
- 2021: Buddy Roemer, político estadounidense (n. 1943).
- 2021: Héctor Silva, rugbier argentino (n. 1944).
- 2022: Vangelis, compositor griego (n. 1943).

## Celebraciones
- Día de Internet.[5]

- Día Mundial de las Telecomunicaciones y la Sociedad de la Información.[5]

- Día Mundial de la Hipertensión.
También conocido como Día Mundial de la Hipertensión Arterial.

- Día Mundial del Reciclaje.

- Día Mundial del Horticultor.

- Día Internacional contra la Homofobia, la Transfobia y la Bifobia.

- Día Internacional del Pinot Gris.[6]

Compartidas
- Naciones Unidas: 
  - Semana Mundial de la Sensibilización sobre la Sal.
Del 12 al 18 de mayo de cada año.
  - Semana Mundial de las Naciones Unidas sobre la Seguridad Vial.
Del 12 al 18 de mayo de cada año.

 Por países
(Por orden alfabético)
- Argentina: 
  - Día de la Armada Argentina.[7]

- Bolivia: 
  - Día del Canillita.

- Cuba: 
  - Día de la Reforma agraria y del Campesinado.

- El Salvador: 
  - Día del Contador.

- España
  - Galicia: Día de las Letras Gallegas.

- México: 
  - Día del Estudiante Técnico.

- Nicaragua: 
  - Día del Contador.

- Noruega: 
  - Día de la Constitución de Noruega.

### Santoral católico
- San Adrión de Alejandría.
- San Emiliano de Vercelli.[8]
- San Pascual Bailón.[8][9]
- San Pedro Liu Wenyuan.[8]
- Santa Restituta.[8]
- San Víctor de Alejandría.[8]
- Beata Antonia Mesina.[8][10]
- Santa Julia Salzano.[8]

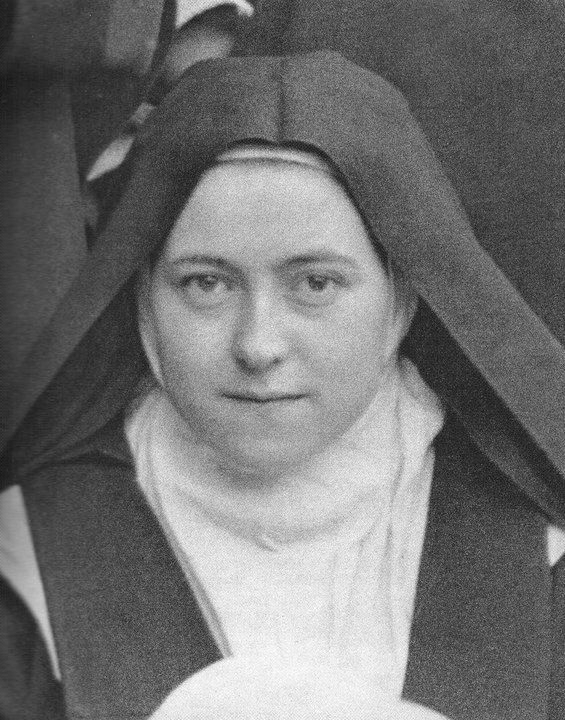
Detalle de una fotografía tomada a Teresa de Lisieux.

- Santa Teresita del Niño Jesús. (imagen ilustrativa).
El 17 de mayo se conmemora la canonización de Teresa de Lisieux como santa, hecho celebrado por el Papa Pío XI en 1925.